# Inlet (album)
| Recensione            | Giudizio |
| --------------------- | -------- |
| AllMusic              |          |
| The Daily Californian |          |
| Exclaim!              | 8/10     |
| Our Culture Mag       |          |
| Pitchfork             | 7,8/10   |
| Under The Radar       | 8,5/10   |
| VultureHound          |          |

Inlet è il quinto album in studio del gruppo alternative rock statunitense Hum, autoprodotto e pubblicato a sorpresa su Bandcamp il 23 giugno 2020, dopo 22 anni dal precedente lavoro, Downward Is Heavenward.
Il disco è stato accolto favorevolmente dalla critica, ed è l'ultimo lavoro ad includere il batterista Brian St. Pere, scomparso prematuramente il primo luglio dell'anno seguente.

## Registrazione e pubblicazione
Il disco è l'ultimo lavoro del gruppo dopo un grande periodo di pausa, iniziato nel 2000 con lo scioglimento del gruppo, e, nonostante qualche sporadico concerto, la formalizzazione della reunion sarebbe avvenuta solo nel 2015.
L'inizio dei lavori è stato annunciato nel 2017 sul sito internet dello studio di registrazione del cantante e chitarrista del gruppo Matt Talbott, Earth Analog, senza fornire ulteriori aggiornamenti fino al giorno della pubblicazione del disco, tre anni dopo, sul loro sito Bandcamp. Non è stato pubblicato alcun singolo o video musicale.

## Stile
Lo stile di quest'album si colloca in continuazione coi precedenti lavori, incasellandosi nel post-hardcore, shoegaze e space rock, e al contempo avvicinandosi maggiormente a sonorità più heavy e alternative metal.
Le tracce sono in media più lunghe rispetto ai precedenti dischi, assestandosi il più delle volte a 8, anche 9 minuti di lunghezza, lasciando spazio a chitarre incisive e cariche di feedback e una linea vocale molto eterea e emotiva. I testi sono più criptici e intimisti, con un grande uso di metafore legate alla natura.

## Critica
La critica musicale ha accolto molto positivamente Inlet, permettendo al disco di collezionare numerose ottime recensioni.
Il disco è stato descritto come un "dinamico ritorno" dello stile anni '90 gruppo, venendo complimentato per l'esecuzione musicale e gli arrangiamenti, definiti come "lussuosa" e "complessi, in maniera in cui i lavori precedenti accennavano soltanto", e per i meriti tecnici della sua registrazione "ricca e piacevole all'orecchio". La rivista Exclaim!, comparandolo ai precedenti album, lo dipinge come "un album potente [...] perché trasuda grazia".
Secondo Metacritic, l'album ha ricevuto una "acclamazione universale", basata su un punteggio di 87/100, derivato da sei recensioni della critica.
Diverse pubblicazioni hanno elencato Inlet tra le uscite settimanali degne di nota, tra cui NPR, Brooklyn Vegan e Mic.com, Bandcamp l'ha nominato album del giorno il 29 giugno 2020 e Noisey l'ha inserito nella lista di 26 album essenziali del 2020 che i lettori avrebbero potuto mancare.

## Tracce
Testi e musiche di Hum.
1. Waves – 5:30
2. In The Den – 6:45
3. Desert Rambler – 9:01
4. Step Into You – 4:04
5. The Summoning – 8:31
6. Cloud City – 5:17
7. Folding – 8:19
8. Shapeshifter – 8:01

## Formazione
Hum
- Jeff Dimpsey – basso, design
- Tim Lash – chitarra solista, ingegnere del suono, missaggio, design
- Bryan St. Pere – batteria, design
- Matt Talbott – chitarra ritmica, voce, ingegnere del suono, design

Personale tecnico
- Sheila Metzner – fotografia
- Maruice Mikkers – fotografia
- Ohio Girl – design
- Ryan Smith – master presso Sterling Sound, Nashville
- James Treichler – ingegnere del suono

## Classifiche
| Classifica  | Posizione massima |
| ----------- | ----------------- |
| Heatseekers | 15                |